# 小販疏導區
小販疏導區，又流动商贩疏导区或流动商贩疏导区，是廣州市人民政府提供予獲得核發「擺賣標識牌」的小販進行販售活動的指定區域。有關法例是在2010年8月公示的《广州市流动商贩管理暂行办法》基礎上，於2011年6月頒布施行的《广州市流动商贩临时疏导区管理试行办法》與《关于划定严禁乱摆卖区域的通告》。主要負責部門為廣州市城市管理委員會。

## 背景
1999年廣州市當局開始建專責城市管理執法的部門，經過不斷改組，由市城管局著手管制街頭走鬼（小販），研究出以劃定擺賣區域收取費用，作為整治市容的一條出路。

## 規例
依照當局頒令，入駐临时经营区的人士，本地人士要凭户口簿、身份证等向所轄街道办事处申请許可；外来人士則要凭广州市居住证、在穗固定住所证明和身份证，向居住证所轄街道的流动商贩管理服务中心申请許可。

## 實施

### 禁止擺賣區域
依據城管委2011年通告，劃出148個主要路段與82個重點區域為禁區，基本涵蓋廣州市轄內所有幹線、大型商圈、重要景點等範圍。

### 發展
疏導區設立運作，由街區前線管治部門負責，截至2015年，廣州市內據計有120個疏導區（點），而由於位置設置欠佳、費用成本等問題，市、區政府層面亦未有更多規例指引誘導，統計市內過半小販未有進入疏導區經營。而作為由行政部門一手主導的壟斷管理模式，導致尋租空間巨大，缺乏社會參與和民意制約。2017年10月國家頒布《無證無照經營查處辦法》，2018年2月廣州城管委依此修訂疏導區規例，列明小販除售賣農副產品、日常生活用品，在區域內可無需許可提供一些便民服務。